# サロマ湖畔ユースホステル
サロマ湖畔ユースホステル（サロマこはんユースホステル）は、日本ユースホステル協会に加盟していた北海道のユースホステル。
サロマ湖東端部の湖畔にあり、至近には浜佐呂間漁港があった。1962年（昭和37年）7月3日に北海道常呂郡佐呂間町字富武士の地に開館し、その後、現在の地に移転したものである。建物の設計は田上義也による。2021年9月30日に閉館。